# Dacryodes ebatom
Dacryodes ebatom là một loài thực vật có hoa trong họ Burseraceae. Loài này được Aubrév. & Pellegr. mô tả khoa học đầu tiên năm 1962.